# Tipula (Lunatipula) olympia
Tipula (Lunatipula) olympia is een tweevleugelige uit de familie langpootmuggen (Tipulidae). De soort komt voor in het Nearctisch gebied.